# فالنتينا ديميتروفا
فالنتينا ديميتروفا (بالبلغارية: Валентина Димитрова)‏ هي منافسة ألعاب القوى بلغارية، ولدت في 4 مايو 1956، وتوفيت في 2 نوفمبر 2014.

## وصلات خارجية
- فالنتينا ديميتروفا على موقع الاتحاد الدولي لألعاب القوى (الإنجليزية)
- فالنتينا ديميتروفا على موقع أوليمبيديا (الإنجليزية)